# Viés de confirmação
Viés de confirmação, também chamado de viés confirmatório ou de tendência de confirmação, é a tendência de se lembrar, interpretar ou pesquisar por informações de maneira a confirmar crenças ou hipóteses iniciais. Também se aplica quando se concorda com uma frase usada anteriormente mas reapresentada com uma nova roupagem, gerando um tipo de viés cognitivo e um erro de raciocínio indutivo. As pessoas demonstram esse viés quando reúnem ou se lembram de informações de forma seletiva, ou quando as interpretam de forma tendenciosa. Tal efeito é mais forte em questões de forte carga emocional e em crenças profundamente arraigadas. As pessoas também tendem a interpretar evidências ambíguas de forma a sustentar suas posições já existentes. Os conceitos de pesquisa, interpretação e memória tendenciosas foram propostos para explicar a polarização de atitudes (quando uma divergência se torna mais extrema ainda que as diferentes partes sejam expostas à mesma evidência), as crenças persistentes (quando crenças persistem mesmo após suas evidências serem demonstradas falsas), o efeito irracional de primariedade (uma maior confiança em informações encontradas antes de outras em uma série) e a correlação ilusória (quando falsas associações entre dois eventos ou situações são identificadas).
Uma série de experimentos nos anos 60 sugeriu que as pessoas são tendenciosas de forma a confirmar suas crenças preexistentes. Trabalhos posteriores reinterpretaram esses resultados como uma tendência a testarmos ideias de forma unilateral, focando em uma possibilidade e ignorando alternativas. Em certas situações, essa tendência pode enviesar as conclusões das pessoas. Explicações para os vieses observados incluem o wishful thinking e a capacidade limitada que os seres humanos têm de processar informações. Outra explicação é que as pessoas demonstrem o viés de confirmação por estarem pesando os custos de estarem errados em vez de fazerem uma investigação neutra e científica.
O viés de confirmação contribui com um excesso de confiança em crenças pessoais e pode manter ou reforçar crenças em face de evidência contrária. Más decisões por conta de tais vieses são encontradas em contextos políticos e administrativos.

## Tipos
Vieses de confirmação são efeitos do processamento de informações. Eles se diferem do que é por vezes chamado de efeito de confirmação comportamental, comumente conhecido como profecia autorrealizável, na qual as expectativas de uma pessoa influenciam seu comportamento, o qual ajuda a causar o resultado esperado pela pessoa.
Alguns psicólogos restringem o termo viés de confirmação à reunião seletiva de evidências que sustentam o que uma pessoa já acredita enquanto se ignoram ou se rejeitam evidências que sustenta uma conclusão diferente. Outros psicólogos aplicam o termo de forma mais ampla, referindo-se à tendência a se preservar crenças preexistentes não somente na pesquisa por evidências, mas também na interpretação delas e em sua recordação por memória.

### Pesquisa tendenciosa

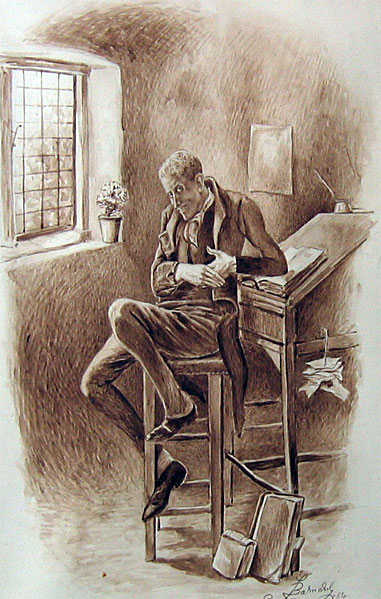
O viés de confirmação é descrito como um "sim, senhor" reverberando internamente na mente de uma pessoa em resposta a suas crenças pessoais, como ocorre com o personagem Uriah Heep, de Charles Dickens.

Experimentos têm revelado repetidamente que as pessoas tendem a testar hipóteses de forma unilateral, pesquisando por evidências que sejam consistentes com sua hipótese atual. Em vez de pesquisarem por toda evidência que seja relevante, elas formulam questões de forma a receberem uma resposta afirmativa, que sustente suas hipóteses. Elas procuram pelas consequências que esperariam caso a hipótese delas seja verdadeira, em vez de procurarem saber o que aconteceria no caso da hipótese ser falsa. Por exemplo, uma pessoa que possa utilizar apenas perguntas de sim/não para encontrar um número, suspeitando que o número seja 3, irá preferir perguntar "É um número ímpar?" a perguntar "É um número par?". As pessoas preferem o primeiro tipo de questão, chamado "teste positivo", mesmo que o segundo tipo de questão lhe proveja a mesma informação. Entretanto, isso não significa necessariamente que as pessoas procurem testes que garantam uma resposta positiva. Em estudos onde os sujeitos podiam escolher entre pseudo-testes como esse ou testes diagnósticos genuínos, eles preferiram os diagnósticos genuínos.
A preferência por testes positivos em si não é um viés, dado que testes positivos podem ser altamente informativos. Contudo, em combinação com outros efeitos, essa estratégia pode confirmar crenças ou assunções preexistentes, independentemente de serem ou não verdadeiras. Em situações reais, evidências são comumente complexas e misturadas. Por exemplo, várias ideias contraditórias sobre uma pessoa podem ser cada uma sustentada com foco em um aspecto do comportamento dela. Assim, qualquer pesquisa por evidências em favor de uma hipótese está propensa a ter sucesso. Algo que ilustra isso é a maneira como a formulação de uma pergunta pode alterar sua resposta consideravelmente. Por exemplo, pessoas que sejam perguntadas "Você é feliz com sua vida social?" relatam uma satisfação maior que aquelas perguntadas "Você é infeliz com sua vida social?"
Mesmo uma pequena diferença na escolha das palavras com que uma pergunta é feita é capaz de afetar como as pessoas pesquisam pelas informações disponíveis e, portanto, as conclusões às quais elas chegam. Isso foi demonstrado através de um caso fictício sobre a custódia de uma criança. Os participantes leram que um dos pais (A) era moderadamente adequado em múltiplas formas para ter a guarda, enquanto o outro (B) tinha uma mistura de qualidades consideravelmente negativas ou positivas (uma relação próxima com a criança mas um emprego que o manteria distante por longos períodos). Quando perguntados qual dos pais deveria ter a guarda da criança, a maioria dos participantes escolheu o segundo (B), procurando principalmente por atributos positivos. Entretanto, quando perguntados a qual deles deveria ser negada a guarda da criança, eles procuraram por atributos negativos e responderam que o segundo (B) deveria ter a guarda negada, implicando que o primeiro (A) era quem deveria ter a guarda.
Estudos similares demonstraram como as pessoas se envolvem em uma busca tendenciosa por informações, mas também que esse fenômeno pode ser limitado por uma preferência por testes diagnósticos genuínos. Em um experimento inicial, os participantes avaliaram outra pessoa quanto à extroversão/introversão deles com base em uma entrevista. Eles escolheram as perguntas da entrevista através de uma lista. Quando os entrevistados eram apresentados como introvertidos, os participantes escolhiam questões que presumiam introversão, como "O que você acha incômodo em festas barulhentas?". Quando o entrevistado era descrito como extrovertido, quase todas as questões presumiam extroversão, como "O que você faria para dar mais vida a uma festa monótona?". Questões carregadas dessa forma davam aos entrevistados pouca ou nenhuma oportunidade para demonstrar falsa a hipótese que os participantes já tinham de antemão a respeito deles. Em uma versão posterior do experimento, era menor presunção carregada nas questões que os participantes recebiam para escolher, como "Você se esquiva de interações sociais por conta de timidez?" Os participantes então preferiram fazer perguntas de teor mais diagnóstico como essa, demonstrando apenas um leve viés pelos testes positivos. Esse padrão — de uma preferência por testes diagnósticos e uma leve preferência por testes positivos — já foi reproduzido em outros estudos.
Traços de personalidade também influenciam e interagem com os processos de pesquisa tendenciosa. Diferentes indivíduos variam em relação à exposição seletiva quanto às suas habilidades em defenderem suas atitudes de ataques externos. A exposição seletiva ocorre quando indivíduos procuram especificamente por informações que sejam consistentes, em vez de inconsistentes, com suas crenças pessoais. Um experimento examinou até que ponto indivíduos eram capazes de refutar argumentos que contradiziam suas crenças pessoais. Pessoas com altos níveis de confiança procuram com menos relutância informações contraditórias a suas posições pessoais para construírem um argumento. Indivíduos com baixos níveis de confiança não vão atrás de informações contraditórias e preferem informações que sustentem suas posições pessoais. As pessoas geram e avaliam evidências em argumentações com vieses em favor de suas próprias crenças. Altos níveis de confiança reduzem a preferência por informações quem sustentem as crenças pessoais de um indivíduo.
Em outro experimento, os participantes receberam uma complexa tarefa que envolvia objetos em movimento simulados por um computador para que eles descobrissem as regras de associação. Os objetos na tela do computador seguiam leis específicas, as quais os participantes tinham que descobrir. Os participantes podiam, então, disparar objetos através da tela para testarem suas hipóteses. Apesar de muitas tentativas em uma sessão de dez horas, nenhum dos participantes descobriu as regras do sistema. Eles tipicamente tentavam confirmar — em vez de refutar — suas hipóteses, e eram relutantes em considerar alternativas. Mesmo depois de verem evidências objetivas que refutavam suas hipóteses, com frequência continuavam realizando os mesmos testes. Um teste de hipóteses adequado foi ensinado a alguns participantes, mas tais instruções não tiveram quase efeito algum.

### Interpretação tendenciosa
"Pessoas espertas creem em coisas bizarras porque elas são hábeis em defenderem coisas em que vieram a crer por razões não-espertas."

—Michael Shermer
Vieses de confirmação não são limitados à reunião de evidências. Mesmo que dois indivíduos tenham a mesma informação, a maneira como eles a interpretam pode ser tendenciosa.
Uma equipe conduziu na Universidade de Stanford um experimento envolvendo participantes com forte opinião sobre a pena de morte, sendo metade a favor e metade contra. Cada participante leu as descrições de dois estudos: uma comparação dos Estados dos EUA com e sem pena de morte, e uma comparação das taxas de homicídio em um Estado antes e depois da introdução da pena de morte. Após ler uma rápida descrição de cada estudo, foi perguntado aos participantes se suas opiniões haviam mudado. Após isso, eles leram uma decrição mais detalhada dos procedimentos de cada estudo e tiveram que avaliar se as pesquisas foram bem conduzidas e convincentes. Na verdade, os estudos eram fictícios. Foi dito a metade dos participantes que um dos estudos sustentava o efeito de deterrência — o efeito da pena de morte de deter o crime — e que o outro estudo desmentia esse efeito, enquanto para os outros participantes tais conclusões foram invertidas.
Os participantes, tanto aqueles a favor como os contrários à pena de morte, relataram terem alterado levemente suas atitudes em favor do primeiro estudo que leram. Assim que leram as descrições mais detalhadas dos dois estudos, quase todos eles retornaram a suas crenças iniciais independentemente das evidências fornecidas, ressaltando os detalhes que sustentavam seus pontos de vista enquanto negligenciavam qualquer detalhe contrário. Ao escrever sobre um estudo que parecia desmentir o efeito de deterrência, um proponente da pena de morte disse que "a pesquisa não abrangeu um período suficientemente longo", ao passo que, sobre o mesmo estudo, um oponente da pena de morte comentou que "não foi apresentada qualquer evidência forte para contradizer essa pesquisa". Os resultados ilustram que as pessoas, quando expostas a hipóteses que vão contra suas expectativas pessoais, exigem das evidências um padrão de qualidade mais alto. Esse efeito, conhecido como "viés de desconfirmação", já foi sustentado por outros experimentos.

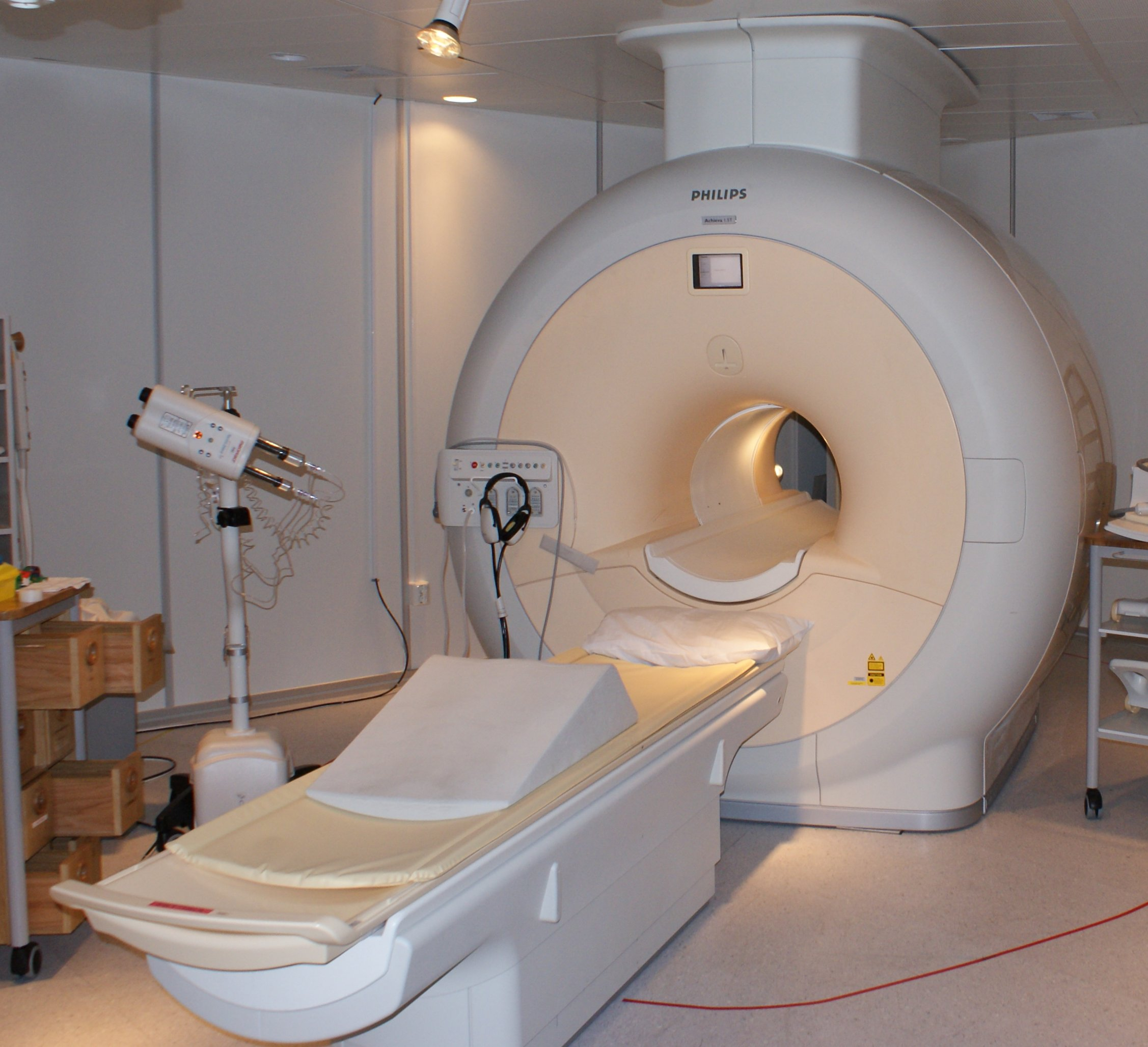
Um scanner de ressonância magnética permitiu que pesquisadores examinassem como o cérebro humano lida com informações indesejadas.

Outro estudo acerca da interpretação tendenciosa ocorreu durante a eleição presidencial nos Estados Unidos em 2004 e envolveu participantes que relataram ter fortes sentimentos pelos candidatos. Eles foram expostos a pares de declarações aparentemente contraditórias entre si, fossem do candidato republicano George W. Bush, do candidato democrata John Kerry ou de uma figura pública neutra. Também foram-lhes apresentadas demais declarações que fizessem a aparente contradição parecer razoável. A partir dessas informações, eles tinham que decidir se as declarações de cada indivíduo eram ou não inconsistentes.:1948 Houve grandes diferenças nessas avaliações, com os participantes muito mais inclinados a interpretarem como contraditórias as declarações do candidato ao qual eles se opunham.:1951
Nesse experimento, os participantes fizeram seus julgamentos em um scanner de ressonância magnética, o qual monitorou suas atividades cerebrais. Conforme os participantes avaliavam as declarações contraditórias dos candidatos que apoiavam, os centros emocionais de seus cérebros foram estimulados, o que não ocorreu durante a avaliação das outras declarações. Os pesquisadores deduziram que as diferentes respostas cerebrais para as declarações não eram devidas a erros de raciocínio. Na verdade, os participantes estavam ativamente reduzindo a dissonância cognitiva induzida pela leitura sobre o comportamento irracional ou hipócrita do seu candidato preferido.
Vieses na interpretação de crenças são persistentes, independentemente do nível de inteligência. Em experimento, os participantes realizaram o SAT (um exame americano para admissão em universidades semelhante ao ENEM brasileiro) para que seus níveis de inteligência fossem avaliados. Em seguida, eles leram informações a respeito das condições de segurança de alguns veículos, cujos países de origem os pesquisadores manipularam. Participantes americanos opinaram, em uma escala de seis pontos, se o carro deveria ser proibido, onde "1" indicava "definitivamente sim" e "6" indicava "definitivamente não". Em primeiro lugar, os participantes avaliaram se eles permitiriam que um carro perigoso de origem alemã trafegasse em ruas americanas e um carro perigoso de origem americana trafegasse em ruas alemãs. Participantes acharam que o carro perigoso de origem alemã em ruas americanas deveria ser proibido mais rapidamente que o carro perigoso de origem americana em ruas alemãs. Não havia qualquer diferença nos níveis de inteligência nas diferentes opiniões dos participantes sobre proibir os carros.
A interpretação tendenciosa não está restrita a assuntos de significância emocional. Em outro experimento, os participantes ouviram uma história sobre roubo. Após serem expostos a declarações que argumentavam se um determinado personagem tinha responsabilidade ou não, eles deviam avaliar qual era a importância de cada declaração enquanto evidência. Quando eles consideravam a culpa desse personagem, eles avaliavam as declarações que sustentavam essa hipótese como mais importantes que as declarações conflitantes com ela.

### Memória tendenciosa
Mesmo que as pessoas reúnam e interpretem evidências de uma maneira neutra, elas aindam podem recordá-las seletivamente de forma a reforçar suas expectativas. Esse efeito é chamado "lembrança seletiva", "memória confirmatória" ou "memória de acesso enviesado". Diferentes teorias psicológicas variam em relação a suas previsões sobre lembrança seletiva. A teoria do esquema prevê que informações que confirmem expectativas anteriores serão mais facilmente guardadas e lembradas que informações que não as confirmem. Algumas abordagens alternativas dizem que informações surpreendentes se sobressaem e se revelam memoráveis. Previsões de ambas teorias já foram confirmadas em diferentes contextos experimentais, sem vitória absoluta por parte de nenhuma delas.
Em um estudo, os participantes leram o perfil de uma mulher rica, o qual descrevia uma mistura de comportamentos introvertidos e extrovertidos. Posteriormente eles tiveram que se lembrar de exempos de introversão e extroversão. Foi dito a um grupo que isso serviria para avaliar a mulher para um emprego como bibliotecária, enquanto para um segundo grupo foi dito que seria para um emprego como vendedora de imóveis. Houve uma diferença significante entre o que cada um desses dois grupos se lembrou, com o primeiro grupo se lembrando de mais exemplos de introversão e o segundo, exemplos de comportamento extrovertido. Um efeito de memória seletiva também já foi demonstrado em experimentos que manipulam o grau em que um tipo de personalidade é desejável. Em um deles, foram mostradas a um grupo de participantes evidências de que pessoas extrovertidas são mais bem sucedidas que as introvertidas. Ao outro grupo foi dito o oposto. Em um estudo subsequente, aparentemente não relacionado ao anterior, foi-lhes pedido que se lembrassem de eventos de suas vidas em que eles tenham sido introvertidos ou extrovertidos. Cada grupo de participantes apresentou mais memórias que os relacionavam com o tipo de personalidade mais desejável, e se lembraram dessas memórias com maior rapidez.
Mudanças em estados emocionais também podem influenciar lembranças. Em um estudo, os participantes avaliaram como se sentiram quando ouviram pela primeira vez que O.J. Simpson havia sido absolvido das acusações de homicídio. Eles descreveram suas reações emocionais e confiança no veredito uma semana, dois meses e um ano após o julgamento. Os resultados indicaram que as avaliações dos participantes quanto à culpa de Simpson mudaram com o tempo. Quanto mais as opiniões dos participantes mudavam, menos estáveis eram suas memórias em relação a suas reações emocionais iniciais. Nos casos em que, dois meses e um ano depois, os participantes se lembravam de suas reações emocionais iniciais, as avaliações antigas se assemelhavam fortemente às avaliações emocionais novas. As pessoas demonstram um considerável viés de confirmação quando discutem suas opiniões sobre assuntos controversos. Lembranças e construções de experiências passam por revisões relacionadas a estados emocionais correspondentes.
Já foi demonstrado que o viés de confirmação influencia a precisão das lembranças. Em um experimento, viúvas e viúvos avaliaram a intensidade da tristeza experienciada seis meses e cinco anos após a morte de seus cônjuges. Naturalmente, os participantes apontaram uma experiência de tristeza maior após seis meses que após cinco anos. Ainda assim, quando foi perguntado aos participantes cinco anos após a morte como eles tinham se sentido seis meses após a morte, a intensidade da tristeza que se lembravam estava altamente correlacionada à atual intensidade, isto é, menor que intensidade de tristeza que tinham de fato experienciado. Indivíduos parecem utilizar seus estados emocionais atuais para analisar como eles devem ter se sentido em experiências passadas. Memórias emocionais são reconstruídas por estados emocionais atuais.
Um estudo mostrou como a memória seletiva pode manter a crença em percepções extra-sensoriais (PES). Foram mostradas descrições de experimentos de PES tanto para crentes como para descrentes. Foi dito a metade de cada grupo que os resultados dos experimentos sustentavam a existência de PES, enquanto aos outros foi dito que não. Em um exame subsequente, os participantes se lembraram do material com precisão, com exceção dos crentes que leram as evidências que não sustentavam a existência de PES. Esse grupo se lembrou de consideravelmente menos informações e alguns dos indivíduos se lembraram incorretamente dos resultados, de forma que sustentassem a existência de PES.

## Efeitos relacionados

### Polarização de opiniões
Quando pessoas com visões opostas interpretam novas informações de forma tendenciosa, suas visões podem se distanciar ainda mais. Isso é chamado polarização de atitudes. Esse efeito foi demonstrado por um experimento que envolvia retirar uma série de bolas vermelhas e pretas de uma "cesta de bingo". Os participantes sabiam que havia duas cestas, uma contendo 60% de bolas pretas e 40% vermelhas, e outra que continha 40% de bolas pretas e 60% vermelhas. Os experimentos se concentraram em observar o que acontecia quando bolas de cores alternadas eram retiradas uma seguida da outra, uma sequência que não favorecia nenhuma das cestas. Após cada bola ser retirada, era pedido aos participantes de um grupo para declararem em voz alta suas estimativas sobre a probabilidade de as bolas serem da primeira ou da segunda cesta. Esses participantes tendiam a se tornarem mais confiantes a cada rodada de sucesso — fossem seus pensamentos iniciais de que a origem mais provável era primeira ou a segunda cesta, suas estimativas de probabilidade aumentavam. Foi pedido a outro grupo de participantes que apenas declarassem suas estimativas de probabilidade ao fim da sequência, em vez de a cada bola. Eles não demonstraram o feito de polarização, o que implica que isso não necessariamente acontece quando pessoas simplesmente possuem posições opostas, mas particularmente quando as defendem abertamente.
Um estudo menos abstrato foi o já citado experimento sobre interpretação tendenciosa da Universidade de Stanford, em que participantes com fortes opiniões a respeito da pena de morte leram sobre evidências experimentais mistas. 23% dos participantes relataram que suas visões se tornaram mais extremas, e essa mudança relatada por eles estava fortemente correlacionada a suas atitudes iniciais. Em experimentos posteriores, os participantes também relataram sobre suas opiniões se tornarem mais extremas face a informações ambíguas. Contudo, comparações entre suas atitudes antes e depois das novas evidências não apresentaram mudanças significativas, o que sugere que as mudanças relatadas por eles podem não ser verdadeiras. Baseados nesses experimentos, Deanna Kuhn e Joseph Lao concluíram que a polarização é um fenômeno real mas longe de ser inevitável, acontecendo apenas em uma pequena minoria dos casos. Eles consideraram que o fenômeno foi estimulado não somente pelo fato dos participantes considerarem evidências mistas, mas também por meramente pensarem no assunto.
Charles Taber e Milton Lodge alegaram que o resultado da equipe de Stanford havia sido difícil de ser reproduzido porque os argumentos utilizados em experimentos posteriores eram abstratos e confusos demais para que provocassem uma resposta emocional. O estudo de Taber e Lodge usou os temas de forte carga emocional do desarmamento e das cotas. Foram medidas as atitudes dos participantes do estudo antes e depois de eles lerem os argumentos de cada lado do debate. Dois grupos de participantes demonstraram polarização de atitudes: aqueles com fortes opiniões prévias e aqueles bem informados politicamente. Em parte desse experimento, os participantes escolheram quais fontes de informações leriam, de uma lista preparada pelos pesquisadores. Por exemplo, eles podiam ler os argumentos da Associação Nacional de Rifles e da Coalizão Antiarmas de Brady a respeito do desarmamento. Mesmo quando instruídos a serem imparciais, os participantes tinham uma inclinação maior a lerem os argumentos que sustentavam suas atitudes prévias que os argumentos que não as sustentavam. Essa pesquisa tendenciosa por informação se correlacionou fortemente com o efeito de polarização.
O chamado "efeito tiro pela culatra" ocorre quando nós, diante de uma evidência contrária a nossas crenças, rejeitamos essa evidência e reforçamos ainda mais nossas crenças anteriores. A expressão foi cunhada por Brendan Nyhan e Jason Reifler.

### Persistência em crenças desmentidas
Crenças podem sobreviver a poderosos desafios lógicos ou empíricos. Elas podem sobreviver e até mesmo serem reforçadas por uma evidência a qual observadores descomprometidos concordariam que demanda um enfraquecimento de tais crenças. Elas podem até mesmo sobreviver à destruição total de sua base de evidências.

—Lee Ross e Craig Anderson
O viés de confirmação pode ser usado para explicar por que algumas crenças persistem mesmo quando suas evidências iniciais são retiradas. Esse efeito de crenças persistentes, também chamado de perseverança de crenças, já foi demonstrado por uma série de experimentos utilizando o que é chamado "paradigma da inquirição": os participantes leem falsas evidências para uma hipótese, é medida a mudança de atitude deles, e então a falsificação é exposta detalhadamente. Suas atitudes são então medidas mais uma vez para ver se a crença deles retornou ao nível inicial.
Algo comumente percebido é que pelo menos algumas das crenças iniciais permanecem mesmo após uma inquirição completa. Em um experimento, participantes tiveram que distinguir entre cartas de suicídio verdadeiras e falsas. A avaliação dos resultados era aleatória: era dito a alguns dos participantes que eles tinham se saído bem e a outros, que tinham se saído mal. Mesmo após serem completamente inquiridos, os participantes ainda eram influenciados por suas avaliações. Eles ainda pensavam que eram melhores ou piores que a média nesse tipo de tarefa, dependendo do que lhes havia sido dito inicialmente.
Em outro estudo, os participantes leram as avaliações da performance profissional de dois bombeiros, assim como suas reações a um teste de aversão ao risco. Esses dados fictícios foram dispostos de forma a mostrarem uma associação negativa ou positiva: foi dito a alguns participantes que bombeiros que assumiam riscos se saíam melhor, enquanto a outros foi dito que tais bombeiros se saíam pior comparados a seus colegas avessos ao risco. Mesmo se esses dois casos fossem verdadeiros, seriam evidências fracas cientificamente para bombeiros de maneira geral. Contudo, os participantes os consideraram subjetivamente convincentes. Quando foi revelado que os estudos eram fictícios, a crença dos participantes em uma relação diminuiu, mas aproximadamente metade do efeito original permaneceu. Entrevistas posteriores estabeleceram que os participantes tinham entendido e levado a sério a inquirição. Os participantes pareciam confiar na inquirição, mas consideravam a informação desmentida, de qualquer forma, irrelevante para suas crenças pessoais.

### Preferência por informações anteriores
Experimentos mostram que informações que aparecem antes que outras em uma série têm mais peso que aquelas vistas depois, mesmo quando a ordem é irrelevante. Por exemplo, pessoas têm uma impressão mais positiva de alguém descrito como "inteligente, trabalhador, impulsivo, crítico, teimoso, invejoso" que quando expostas às mesmas palavras na ordem inversa. Esse efeito irracional de primariedade é independente do efeito de primariedade na memória, onde os itens apresentados antes que outros em uma série deixam um traço mais forte na memória. A interpretação tendenciosa oferece uma explicação para esse efeito: expostas a uma evidência inicial, as pessoas formam uma hipótese funcional que afeta como elas interpretam o resto da informação.
Em uma demonstração de primariedade irracional, foram usados objetos coloridos supostamente retirados de duas caixas. Foi informada aos participantes a distribuição das cores em cada caixa, e eles precisavam estimar a probabilidade de um determinado objeto ter sido retirado de uma determinada caixa. Na verdade, as cores apareciam em uma ordem pré-estabelecida. Os primeiros trinta objetos retirados favoreciam uma caixa, enquanto os trinta seguintes favoreciam a outra. A série como um todo era neutra, de forma que, racionalmente, as duas caixas eram igualmente prováveis. Contudo, após sessenta objetos serem retirados, os participantes ainda davam preferência à caixa sugerida pelos trinta primeiros objetos.
Outro experimento envolveu uma apresentação de vários slides com um mesmo objeto, visto inicialmente apenas como uma mancha e ganhando foco após cada slide. A cada melhora no foco, os participantes tinham que tentar adivinhar o que era o objeto. Os participantes cujos palpites iniciais estavam errados persistiam com esses palpites, mesmo quando a imagem já estava com foco suficiente para que fosse prontamente reconhecível por outras pessoas.

### Associação ilusória entre eventos
Correlação ilusória é a tendência de enxergarmos relações inexistentes em um conjunto de dados. A primeira vez que essa tendência foi demonstrada foi em uma série de experimentos no final dos anos 60. Em um experimento, os participantes leram um conjunto de estudos de caso psiquiátricos, incluindo respostas ao teste do borrão de tinta de Rorschach. Os participantes relataram que os homens homossexuais nos estudos tinham maior probabilidade de relatarem ver nádegas e outras figuras sexualmente ambíguas nos borrões de tinta. Na verdade, os estudos de caso eram fictícios e, inclusive, uma versão do experimento foi concebida de modo que os homens homossexuais tivessem menor probabilidade de relatarem essas imagens. Em uma pesquisa, um grupo de psicoanalistas experientes relatou o mesmo conjunto de associações ilusórias com a homossexualidade.
Outro estudo registrou os sintomas sentidos por pacientes com artrite juntamente com as condições climáticas ao longo de um período de 15 meses. Quase todos os pacientes relataram que suas dores estavam correlacionadas às condições climáticas, embora a correlação real fosse zero. Esse efeito é um tipo de interpretação tendenciosa, em que evidências objetivamente neutras ou desfavoráveis são interpretadas de modo a sustentar crenças preexistentes. Também está relacionado aos vieses na condução dos testes de hipóteses. Ao julgar se dois eventos, como doenças e mau tempo, estão correlacionados, as pessoas se atêm fortemente ao número de casos "positivo-positivo": nesse exemplo, casos de dor e mau tempo. Elas dão relativamente pouca atenção aos outros casos (de não haver dor e/ou mau tempo). Esse efeito é análogo ao apego a testes positivos nos testes de hipóteses. Também pode demonstrar lembrança seletiva, em que as pessoas podem ter a sensação de que dois eventos estão correlacionados por ser mais fácil se lembrar de vezes em que eles ocorreram juntos.

## Diferenças individuais
Já se considerou que o viés de confirmação estivesse associado com uma maior inteligência; contudo, estudos já demonstraram que o viés de confirmação pode ser mais influenciado pela habilidade de se pensar do que pela quantidade de inteligência. O viés de confirmação pode causar uma inabilidade para se avaliar o lado oposto de um argumento de forma lógica e efetiva. Estudos declaram que o viés de confirmação é a ausência de uma propensão para sermos "mente aberta" de forma "ativa", isto é, a ausência de uma busca ativa do porquê de uma ideia inicial poder estar errada. Tipicamente, o viés de confirmação é operacionalizado em estudos empíricos como a quantidade de evidência usada para sustentar seu lado em comparação ao lado oposto.
Um estudo encontrou quatro diferenças no viés de confirmação relacionadas ao indivíduo. Esse estudo investiga diferenças individuais que são adquiridas através do aprendizado em um contexto cultural e que são mutáveis. O pesquisador encontrou, na argumentação, importante diferença relacionada ao indivíduo. Estudos sugerem que diferenças individuais, tais como a habilidade de raciocínio dedutivo, a habilidade para superar o viés de crença, a sabedoria epistemológica e a disposição para pensar são indicadores significativos do raciocínio e da geração de argumentos, contra-argumentos e criação de contradições.
Um estudo feito por Christopher Wolfe e Anne Britt também investigou como a visão dos participantes acerca de "o que faz um bom argumento?" pode ser uma fonte de viés de confirmação que influencia a forma como uma pessoa formula seus próprios argumentos. O estudo investigou diferenças individuais de estrutura argumentativa e pediu aos participantes que escrevessem ensaios. Os participantes foram aleatoriamente designados a escreverem ensaios a favor ou contra a posição preferida deles em uma discussão e eles receberam instruções que adotavam abordagens equilibradas ou abordagens irrestritas. As instruções de pesquisa equilibradas levavam os participantes a criarem um argumento "equilibrado", isto é, que incluía tanto os prós como os contras; a instruções de pesquisa irrestritas não incluíam nada sobre como se criar um argumento.
De forma geral, os resultados revelaram que as instruções de pesquisa equilibradas aumentaram consideravelmente a incidência de informações contrárias nos argumentos. Esses dados também revelam que crenças pessoais não são uma fonte de viés de confirmação; contudo, revelam que aqueles participantes que acreditam que um bom argumento é baseado em fatos são mais inclinados a exibirem viés de confirmação que os outros participantes. Essa evidência é consistente com as alegações propostas no artigo de Baron — que as opiniões das pessoas sobre o que constrói um bom raciocínio podem influenciar como os argumentos são gerados.

## História
Em 1960, o pesquisador Peter Wason, um psicólogo cognitivo, após um experimento forneceu pela primeira vez uma descrição sistemática do fenômeno, sendo também o responsável por cunhar o termo "viés da confirmação" para nomear o fenômeno em questão. No experimento os participantes eram expostos a uma sequência de 3 números da qual eles precisariam identificar um padrão e/ou uma regra de onde essa sequência se derivava, podendo fornecer antes, duas novas sequências de 3 números para obter a confirmação do pesquisador se estavam de acordo com a regra/padrão antes de concluírem qual seria a regra/padrão afinal. Por exemplo, se o examinador fornecia uma sequência de números "2, 4, 6" o participante poderia dar em resposta a sequência "4, 6, 8", e se o examinador dissesse que a sequência estava de acordo com o padrão/regra o participante daria como resposta uma última nova sequência, como por exemplo "22, 24, 26", e se recebesse mais um sim, geralmente concluía algo como que a regra dizia respeito a números pares consecutivos (e está não era a regra por trás da sequência, o que implicava no fracasso do participante em desvenda-la). Os participantes não tiveram dificuldade em fornecer novas hipóteses que confirmavam a sua desconfiança inicial (fosse ela uma sequência de números pares, uma sequência de números que sobem de dois em dois e etc.), o que eles não fizeram foi fornecer hipóteses que poderiam contrariar a sua suspeita inicial, como por exemplo, depois de fornecer a primeira hipóteses de "2, ,4 ,6" e receber um "sim" como resposta, fornecer uma última hipótese que contrariava a sua suspeita inicial, como por exemplo, "2, 4, 3", o que os ajudariam a encontrar a regra real: qualquer série de números ascendentes.
No entanto, antes dos estudos psicológicos sobre viés de confirmação, o fenômeno já havia sido observado de maneiras menos profundas e sistematizadas ao longo da história.
O historiador grego Tucídides (ca. 460 a.C. – ca. 395 a.C.) escreveu, em História da Guerra do Peloponeso, que são hábitos humanos confiar o que almejamos a uma esperança desatenta e usar a razão soberana para colocar de lado o que não concebemos.
O poeta italiano Dante Alighieri (1265–1321) também tratou do assunto em sua famosa obra A Divina Comédia, onde São Tomás de Aquino, ao se encontrar com Dante no paraíso, alerta que opiniões apressadas podem comumente se inclinar para o lado errado, de forma que nossa mente é amarrada e confinada pela afeição à nossa própria opinião.
Ibne Caldune percebeu o mesmo efeito em seu livro Muqaddimah, onde afirma que a inverdade naturalmente assola a informação histórica. O autor diz que há diversas razões que tornam isso inevitável. Uma delas seria o partidarismo por opiniões e por escolas de pensamento. O autor afirma que, se a alma é infectada pelo partidarismo por uma determinada opinião, ela aceita a informação que condiz com essa opinião sem hesitar sequer por um momento. Preconceito e partidarismo, segundo o autor, obscurecem a faculdade crítica e impedem a investigação crítica, de forma que o resultado seja a aceitação e a transmissão de inverdades.
O filósofo e cientista inglês Francis Bacon (1561–1626), em Novum Organum, observa que uma análise tendenciosa das evidências guiou todas as superstições, fosse na astrologia, nos sonhos, nos presságios, nos julgamentos divinos e afins. Ele escreveu:
O entendimento humano quando adota uma opinião (...) puxa todas as outras coisas para que apoiem e concordem com ela. E ainda que, no outro lado, haja casos em maior número e peso, ainda assim esse entendimento os nega ou despreza, ou, por alguma disfunção, os deixa de lado ou os rejeita.
No segundo volume de sua obra O Mundo como Vontade e Representação (1844), o filósofo alemão Arthur Schopenhauer aponta que "uma hipótese adotada nos dá olhos de lince para tudo que a confirma e nos torna cegos a tudo que a contradiz."
Em seu ensaio O que é arte? (1897), o romancista russo Liev Tolstói escreveu:
Eu sei que a maioria dos homens — não apenas aqueles considerados inteligentes, mas também aqueles considerados muito inteligentes, aqueles capazes de entender a maior parte dos problemas difíceis da ciência, da matemática e da filosofia — muito raramente conseguem enxergar até a verdade mais simples e óbvia quando isso requer que eles admitam que suas conclusões formadas anteriormente eram falsas, talvez com muita dificuldade — conclusões das quais eles têm orgulho, as quais eles ensinaram a outras pessoas, e nas quais eles basearam suas vidas.